# عملیات مارس
عملیات مارس (به روسی: Операция «Марс») که در تاریخ‌نگاری نظامی شوروی از آن با عنوان عملیات تهاجمی رژف-سیچیوفکا (به روسی: Вторая Ржевско-Сычёвская наступательная операция) یاد می‌شود، اسم رمز عملیاتی در جبهه شرقی جنگ جهانی دوم بود که بین روزهای ۲۵ نوامبر تا ۲۰ دسامبر سال ۱۹۴۲ توسط ارتش سرخ در ناحیه برآمدگی رژف در مجاورت مسکو علیه نیروهای آلمانی صورت گرفت. این عملیات که بخشی از نبرد رژف به حساب می‌آمد، به صورت مشترک توسط جبهه‌های غربی و کالینین شوروی اجرا شد و در نهایت با دادن تلفات بسیار ناکام ماند. این عملیات در تاریخ‌نگاری نظامی شوروی به جهت نتایج نامطلوب آن برای سال‌ها تا حدود زیادی مسکوت بود.

## پیش‌زمینه
عملیات تایفون، تهاجم پاییزه ورماخت جهت سلطه بر مسکو، پایتخت شوروی، از اوایل ماه اکتبر سال ۱۹۴۱ آغاز شد. در ابتدا طی دو محاصره عمده در مناطق ویازما و بریانسک حول هشت ارتش میدانی، دو جبهه غربی و ذخیره شوروی تقریباً منهدم و آسیب شدیدی به جبهه بریانسک آن وارد شد. در این زمان، نیروی ورماخت همچنان ۳۰ تا ۷۰ کیلومتر با مرکز مسکو فاصله داشتند. در همین حال، آغاز فصل گل‌آلود شدن راه‌ها (راسپوتیتسا) و بارش برف به شدت گریبان‌گیر مهاجمان شد. این بارندگی بزرگ‌ترین مزیت آلمانی‌ها یعنی تحرک را از آن‌ها گرفت و بلیتس‌کریگ، رزم برق‌آسای ورماخت، را زمین‌گیر کرد. شوروی از میانه ماه اکتبر شروع به انتقال نیرو از شرق روسیه به مناطق غربی کرد. ترکیب این قوا و آرایش‌های تازه تشکیل شده، تا انتهای ماه نوامبر نیروی ذخیره‌ای با ۵۸ لشکر برای شوروی ایجاد نمود. ضد حمله گسترده ارتش سرخ به کمک این آرایش‌ها از روز ۵ دسامبر آغاز شد و با مبارزه سنگین یک‌ماهه دشمن را ۱۰۰ تا ۲۴۰ کیلومتر عقب راند و پایتخت را از سایه تهدید آن‌ها خارج ساخت. نیروهای آلمانی در این درگیری‌ها متحمل تلفات سنگینی شدند و گروه ارتش مرکز ورماخت در آستانه فروپاشی قرار گرفت. با وجود موفقیت‌های عمده تاکتیکی و رخنه در مواضع دفاعی ورماخت در برخی نقاط، به هر صورت ارتش سرخ قادر به حصول هدف راهبردی نهایی خود در محاصره و انهدام گروه ارتش مرکز ورماخت نشد. با افزایش مقاومت نیروهای آلمانی، تا ماه ژانویه سال ۱۹۴۲، شوروی به مرور دست بالا را از دست داد و تهاجم آن، با گرفتاری به مشکلات فرماندهی و تدارکاتی، رفته‌رفته در نهایت متوقف شد و گروه ارتش مرکز ورماخت خط مقدم خود را در خط رژف–غرب استاریتسا–یوخنوف–سوچینیتسچی–بلیوف–چرن، بسیار شرق‌تر از حدود پیش‌بینی شده توسط شوروی، تثبیت کرد.
اوایل بهار سال ۱۹۴۲ فرماندهی‌های عالی آلمان و شوروی به دنبال پس گرفتن ابتکار عمل و دستیابی به اهداف راهبردی بودند که در سال ۱۹۴۱ محقق نشده بود. آلمانی‌ها تصمیم گرفتند تهاجم تابستانه خود را به دنبال دستیابی به منابع نفتی، متوجه بخش‌های جنوبی شوروی بکنند. با این حال، ژوزف استالین و فرماندهی عالی شوروی بر این عقیده بودند که آلمان همچنان قادر به اجرای عملیات‌های تهاجمی گسترده‌ای دو محور راهبردی، به احتمال زیاد در ناحیه مسکو و در جنوب، خواهد بود. نگرانی این افراد بیشتر معطوف بر محور مسکو بود که هفتاد لشکر آلمانی در آن عمل می‌کردند. استالین معتقد بود حمله پیش‌دستانه شوروی آلمانی‌ها را در میانه فرایند استراحت و بازسازی بهاره، غافلگیر خواهد کرد. ارتشبد گئورگی ژوکوف، فرمانده جبهه غربی شوروی، نیز تا حدودی با این نظر موافق بود. به هر صورت استالین پیشنهاد ژوکوف برای اجرای این تهاجم پیش‌دستانه در ناحیه مسکو را در این زمان رد کرد. در نهایت ارتش سرخ موظف به اجرای یک «دفاع راهبردی فعال» محلی در چندین نقطه از خط مقدم از جمله ناحیه خارکوف شدند. بر این مبنا، ارتش سرخ میانه ماه مه یک تهاجم خسارت‌بار و بی‌نتیجه در جنوب خارکوف «دقیقاً به زیر دندان» تجمع نیروهای آلمانی صورت داد که به از دست رفتن صدها هزار نفر از نیروها و مقادیر زیادی از تجهیزات آن منجر شد. پس از باز شدن راه، آلمانی‌ها از اواخر ماه ژوئن عملیات خود در نواحی جنوبی موسوم به «مورد آبی» را آغاز کردند و در عرض چند روز به رود دن رسیدند. در پی این موفقیت پس از چرخش به سمت جنوب، ورماخت پیشروی همزمانی به سمت قفقاز و استالینگراد صورت داد.
در همین حال جبهه‌های کالینین و غربی شوروی برای منحرف کردن نیرو و منابع آلمانی‌ها از نبرد استالینگراد ماه‌های ژوئیه و اوت حملاتی علیه گروه ارتش مرکز ورماخت در ناحیه رژف ترتیب دادند. به هر صورت با وجود حصول برخی موفقیت‌ها، با وارد آمدن تلفات گسترده به طرفین، آلمانی‌ها با دریافت مقداری نیروی کمکی به زحمت قادر به متوقف ساختن این حملات دشمن شدند.

## طرح عملیاتی مارس

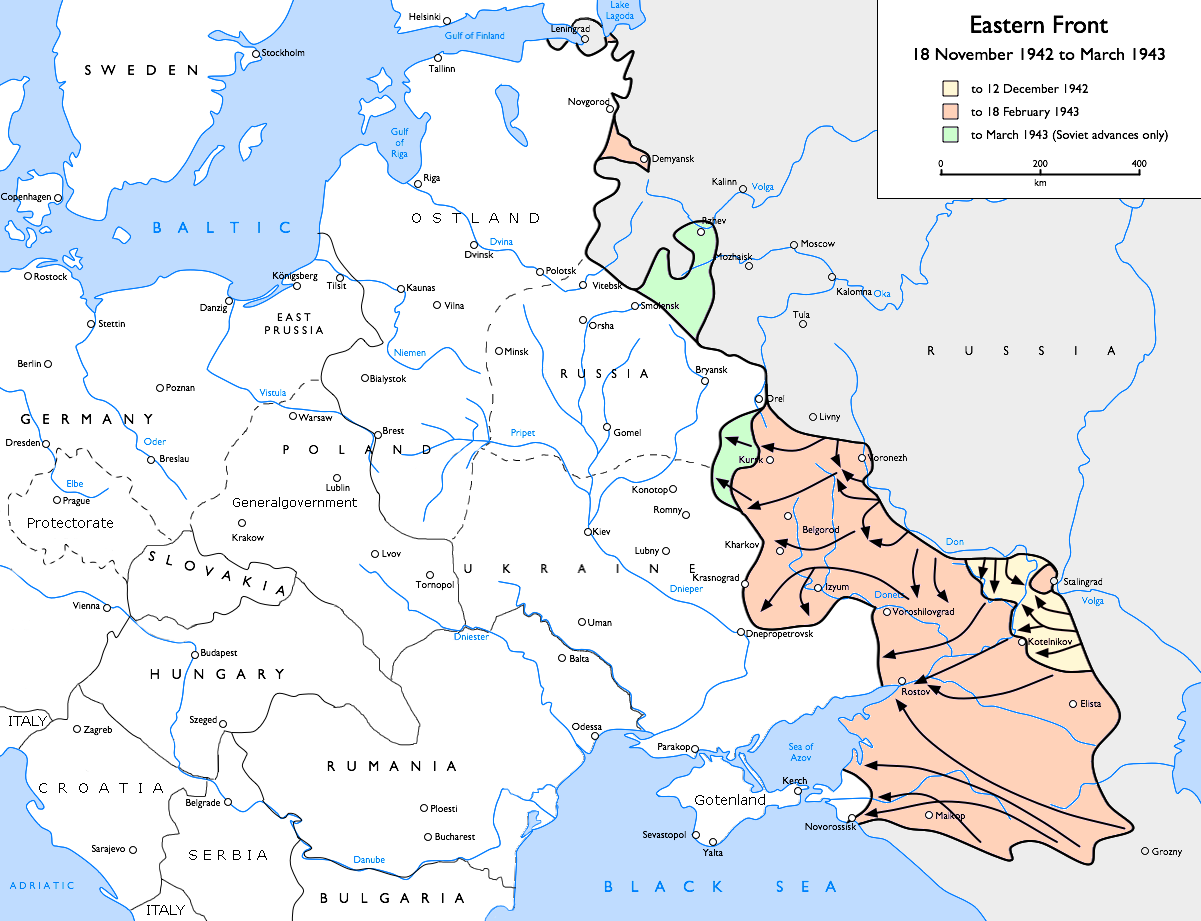
پیشروی قلمروی شوروی درسال ۱۹۴۲

با مطرح شدن ضد حمله بزرگ ارتش در ناحیه استالینگراد موسوم به «عملیات اورانوس»، عوامل فرماندهی عالی شوروی به توافقی برای اجرای عملیات‌های ایذایی جدیدی در میانه ماه نوامبر در بخش‌های دیگر خط مقدم از جمله ناحیه رژف، رسیدند تا نیروهای ذخیره آلمانی را از ناحیه استالینگراد دور نگاه دارند. بر مبنای فرمان روز ۲۶ سپتامبر استالین، رهبری کلی عملیات ناحیه رژف بر عهده ژوکوف نهاده شد. روزهای بعد ستاد کل ارتش سرخ طرح کلی این عملیات را ریخت و عنوان «عملیات مارس» را بر آن نهاد. بر مبنای طرح عملیاتی جبهه‌های غربی و کالینین شوروی به ترتیب دیواره‌های شرقی و غربی ناحیه برآمدگی رژف-سیچیوفکا را مورد حمله قرار می‌دادند. این طرح همچنین شامل حملات پوششی ارتش سی‌ونهم شوروی به دماغه این ناحیه برآمدگی و ارتش ارتش سوم شوک شوروی به برآمدگی کوچک‌تر ولیکیه لوکی در غرب می‌شد. با وجود ادعای شوروی مبنی بر این که عملیات مارس صرفاً یک حمله ایذایی بود، شدت، بزرگی و مقیاس آن نشان‌گر قصد جدی ارتش سرخ در جریان آن بر قائق آمدن بر گروه ارتش مرکز است.
همانند عملیات اورانوس که به عملیات زحل گسترش یافت، برای عملیات مارس نیز مرحله دومی در نظر گرفته شده بود. عملیات ثانویه که احتمالاً «مشتری» یا «نپتون» نام می‌گرفت، از اوایل ماه دسامبر پس از محاصره ارتش نهم ورماخت در ناحیه رژف-سیچیوفکا، آغاز می‌شد و با حمله به سمت ویازما و اتصال به نیروهای ناحیه رژف، بخش عمده گروه ارتش مرکز را منهدم می‌کرد.
زمان اولیه برای آغاز عملیات مارس روز ۱۲ اکتبر مقرر شده بود اما شرایط بد آب‌وهوایی آماده‌سازی‌ها را به تعویق انداخت. به هر صورت طرح‌ریزی و آماده‌سازی بین روزهای ۲۰ نوامبر تا ۸ دسامبر صورت نهایی به خود گرفت.

## نیروهای طرفین
شوروی
ماه نوامبر سال ۱۹۴۲ مجموع توان جبهه‌های غربی و کالینین شوروی به اضافه ناحیه دفاعی مسکو، حدود ۱٫۹ میلیون نفر با پشتیبانی بیش از ۲۴ هزار توپ و خمپاره‌انداز، ۳۳۰۰ تانک و ۱۱۰۰ هواگرد بود. به نقل از ژوکوف، این مقدار ۳۱ درصد از نیروی انسانی، ۳۲ درصد از توپخانه، حدود پنجاه درصد از قوای زرهی و بیش از ۳۵ درصد از تمام توان شوروی را شامل می‌شد که تنها در ۱۷ درصد از خط مقدم متمرکز شده بود. بدین شکل حتی ارتش‌های ناحیه استالینگراد شوروی مجموعاً توانی کمتر از این مقدار داشتند.

## اجرای عملیات
پس از حصول اطمینان از موفقیت اولیه عملیات در ناحیه استالینگراد، عملیات مارس روز ۲۵ نوامبر سال ۱۹۴۲ آغاز شد. جناح راست جبهه غربی شوروی نتوانست در مواضع لشکر و صدودوم پیاده‌نظام ورماخت رخنه کند و سه لشکر آن در شرق رودخانه اوسوگا متحمل تلفات سنگین شدند. جناح دیگر این جبهه مقداری موفقیت در قسمت‌های جنوبی در دو روز نخست تهاجم حاصل نمود و توانست در دالانی کم‌عرض حدود ۸ کیلومتر با یک گروه متحرک شامل یک سپاه تانک و سواره‌نظام در ناحیه سیچیوفکا رخنه کند. به هر صورت سپاه ۳۹ زرهی ورماخت این رخنه را متوقف ساخت.
در آن سوی ناحیه برآمدگی رژف، جبهه کالینین در ابتدا موفق‌های بزرگ‌تری به دست آورد و ۳۵ کیلومتر در مقابل ارتش نهم ورماخت پیش رفت. با این حال دفاع ماهرانه سپاه ۴۱ زرهی ورماخت به فرماندهی سپهبد یوزف هارپه، تسلط آلمانی‌ها بر بلیی را حفظ و تهاجم جماح جنوبی جبهه کالینین را متوقف کرد. این مسئله امکان اعزام نیروهای ذخیره به این ناحیه را برای آلمانی‌ها فراهم آورد. به هر صورت با تأکید ژوکوف، تلاش نیروهای فرسوده ارتش چهل و یکم شوروی شامل سپاه ۱ مکانیزه در ناحیه بلیی همچنان ادامه یافت. این ارتش شوروی تا روز ۱۱ دسامبر به محاصره سه لشکر زرهی ورماخت افتاد. تنها بخشی از نیروهای سپاه‌های ۱ مکانیزه و ۶ تفنگ‌دار شوروی توانستند با پشت سر باقی گذاشتن تسلیحات سنگین خود، خود را محاصره خارج کنند. بدین شکل تهاجم جبهه کالینین شوروی در نهایت با شکست مواجه شد.

## تلفات و خسارات
شوروی در جریان عملیات مارس ۱۶۵۵ تانک معادل توان چهار سپاه متحرک را از دست داد. ارتش بیستم شوروی به تنهایی متحمل ۵۸٬۵۰۰ تن تلفات، حدود نیمی از توان اولیه آن، شد.

## نتایج و پیامدها
اجرای عملیات مارس توسط شوروی موجب فرسایش یگان‌های آلمانی در ناحیه رژف و درگیر ماندن نیروهای ذخیره محلی آن شد و واکنش آلمان به عملیات اورانوس را مقداری با دشواری همراه ساخت.